# Amalia Björck
Anna Ingeborg Amalia Björck, född 14 april 1880 i Vinbergs socken, Falkenbergs kommun, död 18 december 1969 i Vinberg, var en svensk författare. 
Hon var dotter till prosten fil. dr. Ludvig Björck (1841–1911) och Maria von Vicken (1854–1931). Björck studerade vid Halmstads högre elementarläroverk för flickor och Högre lärarinneseminariet i Stockholm. Hon deltog också i feriekurser i Lund 1915, Uppsala 1919, studerade i Köpenhamn 1916 samt under somrarna 1903, 1906, 1909, 1913, 1917 och 1921 i Tyskland. Hon företog resor till Prag, Wien och Schweiz 1923. Björck anställdes som lärare vid Majornas elementarläroverk för flickor 1902.
Björcks författarskap består av dikter, dramatik och prosa. Hon röstades bland annat fram av Hvar 8 dags läsare för tidningens litterära pristävlingar 1908. Hon publicerade dikter och kortare texter i flera tidningar och tidskrifter, som Ord och Bild (med dikten "Trollhättans hästar" 1915), Hertha och Idun.
Amalia Björck hade en omfattande brevkorrespondens med Selma Lagerlöf. 41 brev från 1908–1939 finns bevarade på Kungliga biblioteket i Stockholm. Björck bidrog till minnesboken Från Mårbacka och Övralid (1941) med texten "Med Sophie Elkan och Selma Lagerlöf".